# Simulium taxodium
Simulium taxodium es una especie de insecto del género Simulium, familia Simuliidae, orden Diptera.
Fue descrita científicamente por Snoddy & Beshear, 1968.